# Amber Isle
Amber Isle es un juego independiente de simulación social desarrollado por Ambertail Games y distribuido por Team17. Fue lanzado para Windows el 10 de octubre de 2024. También tiene planeada una versión de Nintendo Switch para febrero de 2025.

## Jugabilidad y trama
Amber Isle es un juego de simulación social y de manejo de tiendas que toma lugar en un pueblo isleño pintoresco, donde los jugadores podrán interactuar con un poblado de dinosaurios antropomórficos y otros animales prehistóricos conocidos como los «Paleofolk». El juego dispone de especies de una variedad de eras geológicas, incluyendo mamíferos de la Era de Hielo, anfibios del Pérmico, vida marina e invertebrados. Los jugadores asumen el papel de su propio Paleofolk, que podrá ser personalizado con una variedad de partes de diferentes especies, permitiéndoles crear su propio personaje distintivo.
Los jugadores podrán formar relaciones con 48 aldeanos distintos, cada uno con sus propias personalidades y características de personaje, mientras manejan la única tienda de la isla. El jugador es capaz de fabricar ítems para su tienda, fijar sus precios y decidir qué estará a la venta para maximizar su éxito y ayudar a restaurar al pueblo a su antigua gloria. Las tiendas también podrán ser mejoradas, y la isla se podrá personalizar según la preferencia del jugador, incluyendo caminos, áreas recreativas e instalaciones acuáticas. Las áreas del pueblo se podrán reparar o desbloquear para permitir expansiones y que los aldeanos nuevos se conviertan en residentes permanentes.

## Desarrollo
Amber Isle fue anunciado por primera vez el 26 de diciembre de 2020 como el proyecto debut del estudio independiente con sede en Irlanda del Norte, Ambertail Games, por el cofundador de la compañía, Jordan Bradley. El título comenzó su desarrollo para Microsoft Windows y Nintendo Switch, y se inspiró en otros juegos de simulación tales como la serie Animal Crossing y Recettear: An Item Shop's Tale. Ambertail Games se propuso mejorar la «redundancia» del diálogo de Animal Crossing dándole a los aldeanos sus propias personalidades distintivas, intereses y trabajos de los cuales hablarán durante el día. Se eligieron dinosaurios y especies prehistóricas, que los desarrolladores sintieron que tuvieron poca representación en los medios de comunicación, para representar a los habitantes. Aunque los desarrolladores originalmente hubieran planeado que los jugadores asumieran el papel de un personaje humano, añadieron la capacidad de crear y personalizar a sus propios Paleofolk después de que se convirtiera en su característica más pedida. Un tráiler fue mostrado durante el evento «Wholesome Direct» en la E3 de 2021 en junio de ese año.
En abril de 2024, Team17 reveló que sería el distribuidor del juego, y traerían al título a todas las plataformas anunciadas en el futuro. El desarrollo fue apoyado por Northern Ireland Screen para asistir a los proyectos de los medios de Irlanda del Norte.
El juego fue lanzado para Windows el 10 de octubre de 2024, con una versión para Switch planeada para el 21 de noviembre.